# Actif circulant
L'actif circulant d'une entreprise est constitué des actifs détenus par l'entreprise et destinés à ne pas y rester durablement, c'est-à-dire pendant moins d'un cycle d'activité.
L'actif circulant se trouve dans la partie basse du bilan. Il regroupe principalement :
- les stocks
- les créances
- les valeurs mobilières de placement

L'encaisse positive fait partie de la trésorerie de l'actif et n'est donc pas à comptabiliser dans l'actif circulant.